# Bernhard Bauer (sciatore)
Bernhard Bauer (Oberwössen, 10 ottobre 1967) è un ex sciatore alpino tedesco.
Prima della riunificazione tedesca (1990) gareggiò per la nazionale tedesca occidentale.

## Biografia
Bauer, specialista delle prove tecniche, debuttò in campo internazionale in occasione dei Mondiali juniores di Jasná 1985 ed esordì ai Campionati mondiali a Saalbach-Hinterglemm 1991, dove si classificò 15º nello slalom speciale. In Coppa del Mondo ottenne il primo piazzamento il 2 marzo 1991 a Lillehammer nella medesima specialità (15º) e ottenne come migliori risultati 4 noni posti, tutti in slalom speciale (il primo il 17 gennaio 1993 a Lech, l'ultimo il 22 gennaio 1995 a Wengen). Ai Mondiali di Morioka 1993 si piazzò 35º nello slalom gigante e 18º nello slalom speciale; l'anno dopo ai XVII Giochi olimpici invernali di Lillehammer 1994, sua unica presenza olimpica, non completò lo slalom speciale.
In Coppa Europa conquistò l'ultima vittoria il 24 gennaio 1995 a Tarvisio e l'ultimo podio il 4 febbraio 1995 a Kranjska Gora (2º), sempre in slalom speciale. Prese per l'ultima volta il via in Coppa del Mondo il 27 gennaio 1996 a Sestriere in slalom speciale (18º) e ai successivi Mondiali di Sierra Nevada 1996, sua ultima presenza iridata, non completò la gara nella medesima specialità; si ritirò al termine di quella stessa stagione 1995-1996 e la sua ultima gara fu lo slalom speciale dei Campionati tedeschi 1996, disputato il 17 marzo a Zwiesel e nel quale Bauer vinse la medaglia d'oro.

## Palmarès

### Coppa del Mondo
- Miglior piazzamento in classifica generale: 46º nel 1995

### Coppa Europa
- Miglior piazzamento in classifica generale: 4º nel 1995
- Vincitore della classifica di slalom speciale nel 1995
- 5 podi (dati dalla stagione 1994-1995):
  - 2 vittorie
  - 3 secondi posti

#### Coppa Europa - vittorie
| Data            | Località | Paese  | Specialità |
| --------------- | -------- | ------ | ---------- |
| 24 gennaio 1995 | Tarvisio | Italia | SL         |
| 24 gennaio 1995 | Tarvisio | Italia | SL         |

Legenda:

SL = slalom speciale

### Nor-Am Cup
- Vincitore della classifica di slalom speciale nel 1992[1]

### Campionati tedeschi
- 8 medaglie[2]:
  - 1 oro (slalom speciale nel 1996)
  - 1 argento (slalom speciale nel 1992)
  - 6 bronzi (slalom gigante, slalom speciale nel 1991; slalom gigante nel 1993; slalom gigante, slalom speciale nel 1994; slalom speciale nel 1995)